# Ignacio Pinedo
Ignacio Pinedo Borie (San Sebastián, 8 de mayo de 1925 - Madrid, 16 de agosto de 1991) fue un entrenador (y anteriormente jugador) español de baloncesto profesional.

## Historia
Se formó como jugador en las filas del Liceo Francés de donde pasaría a integrarse en la disciplina del Real Madrid, club en el que transcurrió la práctica totalidad de su carrera deportiva, llegando a ser internacional por España en 26 ocasiones. Participó en el primer campeonato del mundo celebrado en Buenos Aires en 1950.
En 1955 se retiró de la práctica activa del baloncesto pasando a hacerse cargo de la dirección del Real Madrid consiguiendo llevar al club blanco a la consecución de los títulos de liga de las temporadas 1956/57 y 1957/58. La temporada 1965/66 firmó por el Estudiantes, entidad en la que permaneció durante 9 años hasta que en la temporada 1973/74 se hizo cargo de la preparación de la Selección nacional junior cargo que a partir de la temporada 1979/80 simultanéo con la dirección de otros equipos profesionales como el CB Tempus o el Caja de Ronda.
Tras trece temporadas al frente de la Selección junior, a mediados de la temporada 1990/91 fue elegido para hacerse cargo nuevamente del Real Madrid en sustitución del cesado Wayne Brabender. Pocos meses después sufrió un infarto agudo de miocardio durante la disputa del partido de ida de la final de la Copa Korać que enfrentaba al equipo madrileño contra el Clear Cantú de Italia. Tras pasar cinco meses en estado de coma profundo falleció el 16 de agosto de 1991 a los 66 años de edad.
Su hijo Ignacio Pinedo Hay jugó en el Estudiantes y en el CB Gran Canaria.

## Palmarés como jugador

### Clubes
- Campeón de Copa con el Real Madrid: 1953-54
- Subcampeón de Copa con el Real Madrid: 1952-53

## Palmarés como entrenador

### Clubes
- Campeón de Liga con el Real Madrid en dos ocasiones: 1957 y 1958.
- Campeón de Copa con el Real Madrid: 1955-56 y 1956-57
- Subcampeón de Liga con el Estudiantes: 1967-68
- Subcampeón de Copa con el CB Inmobanco: 1982-83

### Selección nacional junior
- Medalla de Plata en el Campeonato de Europa de Orleans de 1974
- Medalla de Bronce en el Campeonato de Europa de Santiago de Compostela de 1976
- Medalla de Plata en el Campeonato de Europa de Abruzzi Roseto de 1978

## Distinciones individuales
- Nominado Mejor Entrenador del año de la temporada 1982-83 por la  AEEB.